# Jonathan M. Shiff
Jonathan Mark Shiff ist ein australischer Fernsehproduzent und Drehbuchautor für Kinder- und Jugendserien. Seine Firma Jonathan M. Shiff Productions wurde 1988 gegründet und produziert Serien für Kinder und Familien, die in 130 Ländern ausgestrahlt werden.
Für seine Serien Ocean Girl und Thunderstone wurde Shiff 1998 und 1999 bei den BAFTA Awards mit dem Children’s Award geehrt. In den Jahren 2001 und 2004 erhielt Shiff je einen AFI Award. Aus der Realserie Ocean Girl entstand die Animationskinderserie Ocean Girl – Prinzessin der Meere als Ableger, in welchem die junge Dame Neri als Prinzessin vom Meeresplaneten Oceana den gesamten Planeten vom Weltraumbösewicht Galiel befreit. Im europäischen Raum erreichte die Firma Jonathan M. Shiff Productions vor allem durch die Serie H2O – Plötzlich Meerjungfrau größere Bekanntheit, aus welcher sich der Ableger Mako – Einfach Meerjungfrau sukzessiv entwickelte. Als eine weitere Animationskinderserie von Jonathan M. Shiff Productions entstand die Serie H2O – Abenteuer Meerjungfrau, welche dieselben Hauptrollen beinhaltet wie die ursprüngliche Realserie H2O – Plötzlich Meerjungfrau auch. Jedoch sind die meisten Fernsehproduktionen der Firma Jonathan M. Shiff Productions Realserien, welche im australisch-neuseeländischen Raum gedreht wurden.

## Filmografie

### Als Produzent
- 1991: Kelly (26 Folgen)
- 2006: Total Genial (Wicked Science, 52 Folgen)
- 2007: Der Schatz von Fidschi (Pirate Islands: The Lost Treasure of Fiji, 13 Folgen)

### Als Produzent & Schöpfer
- 1994–1997: Ocean Girl (78 Folgen)
- 1999–2000: Thunderstone – Rückkehr der Tiere (Thunderstone, 52 Folgen)
- 2000: Ocean Girl – Prinzessin der Meere (The New Adventures of Ocean Girl, 26 Folgen)[2][3]
- 2001–2002: Cy – das Mädchen aus dem All (Cybergirl, 26 Folgen)
- 2003: Die Pirateninsel (Pirate Islands, 26 Folgen)
- 2005: Scooter – Super-Spezialagent (Scooter: Secret Agent, 26 Folgen)
- 2006–2010: H2O – Plötzlich Meerjungfrau (H2O: Just Add Water, 78 Folgen)
- 2008–2010: Elephant Princess (The Elephant Princess, 52 Folgen)
- 2012: Alien Surfgirls (Lightning Point, 26 Folgen)
- 2013: Reef Doctors – Die Inselklinik (Reef Doctors, 13 Episoden)
- 2013–2016: Mako – Einfach Meerjungfrau (Mako: Island of Secrets, 68 Folgen)
- 2014: H2O – Abenteuer Meerjungfrau (H2O – Mermaid Adventures, 26 Folgen)[4]
- 2018, 2021: Club der magischen Dinge (The Bureau of Magical Things, 40 Folgen)